# Us-Kiuiol
Us-Kiuiol (en rus: Ус-Кюёль) és un poble de la república de Sakhà, a Rússia, que en el cens del 2010 tenia 819 habitants, pertany al districte de Borogontsi.